# Zaslon osjetljiv na dodir
Dodirnik ili zaslon osjetljiv na dodir (često nazivan anglizmom touchscreen) oblik je senzora koji omogućuje unos prstom ili drugim predmetom na samom zaslonu. 
Sadrži prozirnu ploču osjetljivu na dodir koja je položena preko ekrana uređaja. Omogućuje korisniku izravnu komunikaciju s grafičkim elementima na ekranu, za razliku od drugih ulaznih uređaja (npr. računalni miš) koji predstavljaju neizravniji oblik unosa. Ima važnu ulogu u oblikovanju digitalnih uređaja kao što su: osobni digitalni pomoćnik (PDA), satelitski navigacijski uređaji i mobilni telefon (osobito suvremeni pametni telefon).  
Povezane tehnologije su: rezistivni zaslon na dodir, površinski akustični val, kapacitivni zaslon na dodir, infracrveni zaslon na dodir, infracrvena akrilna projekcija, optički zaslon na dodir, disperzivna signalna tehnologija, prepoznavanje akustičnog pulsa